# Sara De Blue
Sara De Blue (născută Sara Koell pe 22 mai 1990 în Mittersill) este o cântăreață și compozitoare austriacă.

## Carieră
Sara De Blue provine dintr-o familie de muzicieni și a fost activă ca cântăreață de la o vârstă fragedă. A absolvit Universitatea de Educație din Tirol în 2011 cu o licență în educație muzicală și limba engleză. De asemenea, a absolvit un curs de canto jazz, precum și muzică improvizată, dans și actorie la Conservatorul de Stat din Tirol. De atunci, a lucrat ca cântăreață în diverse proiecte și ca profesoară de canto. A absolvit o licență în pedagogie instrumentală și vocală la Universitatea Anton Bruckner din Linz în 2019.
La Jocurile Olimpice de iarnă pentru tineret din 2012, cântăreața a fost prima femeie care a cântat noua versiune a imnului național austriac („Fiice și fii”) pe stadionul Bergisel (Innsbruck). În anul următor, a participat la cel de-al treilea sezon al spectacolului de talente Vocea Germaniei, unde s-a alăturat echipei The BossHoss și a ajuns în a treia fază („Showdown”). În 2016, a fost candidată wildcard pentru runda preliminară a Concursului Muzical Eurovision - Wer singt für Österreich?. În 2018, a participat la runda preliminară 1 a Concursului Muzical Eurovision în categoria 360 pentru San Marino, unde a obținut locul al doilea cu balada „Out of the Twilight”. În 2019, a câștigat premiul I pentru „Cea mai bună interpretare internațională” la concursul de canto românesc „Cerbul de Aur” de la Brașov.
În 2022, a lansat albumul de Crăciun Zimtstern la casa de discuri Artists & Acts. Printre artiștii implicați în înregistrări s-au numărat Jennifer Batten, Nadine Beiler, Vincent Bueno, Anna Buchegger, Florian Bramböck, Christian Wegscheider și Markus Linder. Pe lângă colindele de Crăciun bine-cunoscute, pot fi ascultate și compoziții originale. Din 2022, Sara De Blue este cântăreața programului „Sport & Talk” din Hangarul 7. În 2024, Sara De Blue a fost una dintre primele femei care au primit Decorația Culturală de Onoare din orașul său natal, Matrei. A cântat în deschiderea spectacolelor lui Andreas Gabalier, Boss Hoss, Gregor Meyle și alții și a cântat pe scenă ca și vocalistă de fundal alături de Semino Rossi, Roberto Blanco, Beatrice Egli și Andrea Berg.
În 2024, Sara de Blue a fost, de asemenea, autorizată să cânte în deschiderea spectacolului ORF Starnacht am Wörthersee. În 2025, a cântat alături de cântăreața Adriana cu piesa lor comună „Brich dein Schweigen” (Rupe-ți tăcerea) în fața unui public de milioane de oameni în cadrul emisiunii TV Eurovision „Wenn die Musi spielt” (Când se aude muzica) a ORF și MDR, cu participarea lui Andy Borg, Simone și a altor vedete TV. De asemenea, a apărut în programul BR (Bayerischer Rundfunk) din 2025, „Musik in den Bergen” (Muzică în Munți), cu celebra sa piesă „Tirol Tirol Tirol”. În 2025, a ajuns pe locul 2 în topurile iTunes în prima zi (imediat după Helene Fischer) cu hitul ei de vară „Cappuccino”. L-a recrutat pe starul ORF, Robert Palfrader, pentru această piesă și videoclip. În 2025, a deschis Campionatele Mondiale de SKI de la Saalbach cu trupa formată din Ivica Kostelic și Max Franz. Emisiunea TV/deschiderea a fost difuzată în peste 72 de țări din întreaga lume.

## Discografie
- Zimtstern – Das Weihnachtalbum (Album, Artiști și Artiști; 2022)

## Links
- Website von Sara de Blue
- Koell Sara Koell pe Discogs